# Голубая луна

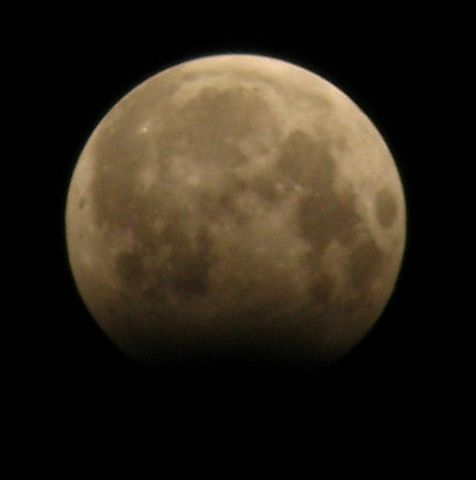
«Голубая луна» во время лунного затмения 31 декабря 2009 года

Голубая луна — выражение, используемое в двух значениях.
1. Традиционное (сезонное) — «Голубой Луной» называется третье полнолуние в том астрономическом сезоне, на который приходится четыре полнолуния вместо трех. Летосчисление при этом ведется по системе с тропическим годом, в которой началом года считается день зимнего солнцестояния.
2. Современное (месячное) — «Голубой Луной» называется второе полнолуние, приходящееся на один календарный месяц.

## Происхождение названия
Название обусловлено не сменой цвета Луны, а английским идиоматическим выражением «Once in a Blue Moon», которое дословно переводится как «Однажды при голубой луне», а одно из значений эквивалентно русскому выражению «После дождичка в четверг» (то есть крайне редко, либо никогда). Само полнолуние имеет обычный цвет и не имеет отношения к появлению у Луны голубого оттенка — крайне редкому явлению, обусловленному оптическим эффектом.

## Оптический эффект
Известно, что свет с короткими длинами волн, соответствующими синему цвету и его оттенкам, лучше рассеивается в земной атмосфере, чем с длинными (см. диффузное излучение неба). Это происходит из-за того, что частота рассеиваемого света существенно меньше собственной частоты молекул; подобное явление в физике называется Рэлеевским рассеянием. По этой причине Луна (не обязательно в полнолуние) приобретает голубой оттенок. В этом случае свет рассеивается не только на молекулах воздуха, но и на частицах пыли, производимыми крупными пожарами или извержениями вулканов. Например, в Альберте (одна из провинций Канады) после сильного пожара на торфяных болотах 23 сентября 1950 года, которые до этого медленно тлели в течение многих лет, густой дым, содержащий частицы размером около 1 микрометра в диаметре, распространился на юг и восток страны. Благодаря этому Луна и даже Солнце, видимое днём, приобрели бледно-лиловый и голубой оттенки.

## Традиционное определение
Лунный календарь и тропический год имели важное значение в жизни фермеров Северной Америки. Начало года и границы времен года определялись по датам весенних и осенних равноденствий и зимних-летних солнцестояний, и в соответствии с ними начинались полевые работы и определялись охотничьи сезоны. Год при такой системе счисления начинается не 1 января, а 21-22 декабря, в день солнцестояния, а начало сезона, например весны, не 1 марта, а 20-21 марта, в день весеннего равноденствия. Каждое полнолуние в сезоне, как правило, имело свое название: сакральное или бытовое. Важное религиозное значение имели первые и последние полнолуния в сезоне. Например, Великий пост начинался в Пепельную Среду за 46 дней до Пасхи и должен был включать Постное Полнолуние, определяемое как последнее полнолуние зимы. Первая полная луна весны называлась Яичной (или Пасхальной Луной) и должна была приходиться на неделю перед Пасхой.
Все эти традиции систематизировались и описывались в специальном журнале, издаваемом для фермеров. Он назывался Мэннский Фермерский Альманах.
Поскольку в один Тропический год происходит нецелое число полнолуний, остается некоторый накапливающийся остаток и на некоторые годы приходится не 12, а 13 полнолуний. То есть в одном из времен года будет четыре полнолуния вместо трех. Вот это дополнительное полнолуние Фермерский Альманах именовал «Голубой луной». Причем название присваивалось третьему полнолунию, а не четвёртому. Делалось это потому, что наименование последних полнолуний в сезон было связано с какими-либо религиозными праздниками, приходящимися на даты границ сезонов — равноденствий и солнцестояний (Постное полнолуние — последнее зимнее или Полнолуние перед Йолем — последнее осеннее). Чтобы не нарушать порядок именования этих полнолуний и определяемым по ним праздникам, «Голубой луной» называлось предпоследнее — третье.

### Даты ближайших «Голубых лун» по традиционному толкованию
По традиционному (сезонному) определению «Голубая луна — третье полнолуние в сезон, на который пришлось четыре полнолуния вместо трёх» даты ближайших «Голубых лун» будут
1. 19 августа 2024
2. 20 мая 2027
3. 24 августа 2029
4. 21 августа 2032
5. 22 мая 2035

## Современное определение
В марте 1946 года Джеймс Хай Пратт (1886—1955) астроном-любитель из Эдвина, штат Орегон написал в Sky@Telescope статью, содержащую следующий абзац: «Семь раз за 19-летний цикл бывают годы с 13 полнолуниями. Это дает нам 11 месяцев с одним полнолунием и какой-то, в котором их будет два. Вот это второе, насколько я понимаю, и будет Голубой луной». Пратт, по всей видимости, не имел Фермерский Альманах перед глазами, а основывался на отрывочных комментариях из других статей.
Это, более простое, толкование термина было подхвачено прессой и получило широкое распространение. В особенности часто его употребляли в 1999 году, когда на январь и март пришлось по два полнолуния, а на февраль ни одного. И только в 2006 в журнале Sky@Telescope появилась статья, объясняющая наличие двух разных толкований термина «Голубая луна».

### Даты ближайших «Голубых лун» по современному толкованию
2023: 1 августа, 31 августа

2026: 1 мая, 31 мая

2028: 2 декабря, 31 декабря
Таким образом, встречая выражение «Голубая луна» в литературе, нужно уточнять, о каком явлении — сезонном или месячном идет речь. Различить их довольно просто. Календарная «Голубая луна» приходится на последние числа любого месяца, кроме февраля. Сезонная «Голубая луна» — на 19-24 числа февраля, мая, августа или ноября (за месяц перед солнцестоянием или равноденствием).

## В популярной культуре
- Песня «Once In A Blue Moon» группы «Arabesque» из альбома 1980 года «Marigot Bay»
- В песне группы «Браво» «Это за окном рассвет» словосочетание встречается в своем исходном значении («Куда прячет утро три тысячи звёзд, не считая голубой луны»). У этой же группы в альбоме «Дорога в облака» (1994) есть песня «Блюз голубой Луны»
- В 1998 году Борис Моисеев и Николай Трубач записали песню «Голубая луна»
- В художественном фильме «Смурфики» и песне Sleeping Satellite, исполняемой Aurora, также упоминается «Голубая луна»
- В 2013 году Children of Bodom выпустили альбом «Halo of Blood» с песней «Bodom Blue Moon» (Голубая луна Бодома)
- Travelling Willburys - Looking for a New Blue Moon